# Aristide Dumont
Pour les articles homonymes, voir Dumont.
Aristide Dumont, né le 2 juin 1819 à Crest (Drôme) et mort le 25 juillet 1902 à Moulins (Allier), est un ingénieur des ponts et chaussées.

## Biographie
Sorti de l'École polytechnique en 1836, Aristide Dumont devient ingénieur des ponts et chaussées en 1841.
Il réalise l'usine des eaux de Saint-Clair à Caluire-et-Cuire en 1854.
Le 3 juin 1873, il est élu membre de l'Académie des sciences, belles-lettres et arts de Lyon.
De retour dans sa région drômoise dans les années 1870, il sera maire de La Répara durant les dernières années de sa vie.

## Distinctions et Hommages
Aristide Dumont est fait chevalier de la Légion d'honneur en 1848.
Une rue porte son nom à Crest, ainsi qu'à Nîmes.